# Styrax hemsleyanus
Styrax hemsleyanus là một loài thực vật có hoa trong họ Bồ đề. Loài này được Diels miêu tả khoa học đầu tiên năm 1900.